# Józef Piotr Śliwiński
Józef Piotr Śliwiński (ur. 29 czerwca 1947 w Miłomłynie) – profesor Uniwersytetu Warmińsko-Mazurskiego (nauki humanistyczne – historia średniowieczna i nowożytna Polski, dzieje regionów Lubawskiego, Podlaskiego i Grodzieńszczyzny); absolwent UMK z 1971, doktor 1976, doktor habilitowany 1986, profesor 2000.

## Praca zawodowa
Józef Piotr Śliwiński urodził się 29 czerwca 1947 w Miłomłynie. Ukończył historię na Uniwersytecie Mikołaja Kopernika w Toruniu w 1971 (mgr historii ze specjalnością archiwistyczną), obroniwszy pracę magisterską na temat księcia kujawskiego Władysława Białego z XIV w. Doktorat uzyskał na Wydziale Humanistycznym UMK 8 czerwca 1976 na podstawie dysertacji Uposażenie i organizacja opactwa cystersów w Łeknie od połowy XII do końca XIV wieku, pierwszej w polskiej nauce pracy zajmującej się całościowo tą problematyką. Habilitowany 25 kwietnia 1986 na Wydziale Humanistycznym UMK z zakresu historii średniowiecznej Polski na podstawie rozprawy pt. Mariaże Kazimierza Wielkiego. Studium z zakresu obyczajowości i etyki dworu królewskiego w Polsce XIV wieku. Zarysował m.in. zmiany postępujące w XIV stuleciu w obyczajowości dworów ostatnich Piastów (Władysława Łokietka i Kazimierza Wielkiego), a na ich tle – model życia dworskiego i rodzinnego realizowany przez Kazimierza Wielkiego.
Do 1976 uczył historii m.in. w Liceum Ogólnokształcącym w Lubawie. Od 1976 w Zakładzie Historii Wyższej Szkoły Pedagogicznej w Olsztynie, na stanowisku adiunkta (1976–1987). Od 1988 do 1990 zajmował stanowisko docenta w olsztyńskiej WSP, a od 1991 do 1999 – profesora nadzwyczajnego WSP. Tytuł profesora uzyskał – na wniosek Uniwersytetu Gdańskiego – w 2000, zaś w 2001 został mianowany na stanowisko profesora zwyczajnego w Uniwersytecie Warmińsko-Mazurskim w Olsztynie.
W 1988 został kierownikiem Zakładu Historii Starożytnej, Średniowiecznej i Nauk Pomocniczych w Instytucie Historii WSP, a następnie Uniwersytetu Warmińsko-Mazurskiego. W latach 1981–1984 pełnił funkcję prodziekana Wydziału Humanistycznego WSP ds. studiów stacjonarnych. Od 1988 do 1990 prorektor ds. dydaktyczno-wychowawczych WSP. Będąc prorektorem, doprowadził do reaktywowania kierunku historia w WSP od roku akademickiego 1989/90 oraz utworzenia specjalizacyjnego Instytutu Historii. W latach 1994–1996 był dyrektorem Instytutu Historii w WSP. Członek Senatu WSP w latach 1988–1990 i 1994–1996.
Jego zainteresowania badawcze obejmowały zagadnienia: cystersi w Polsce średniowiecznej; ostatni Piastowie z linii kujawskiej-królewskiej (m.in. Kazimierz Wielki i Władysław Biały); dzieje Lubawy (i ziemi lubawskiej), Mazur oraz Wielkiego Księstwa Litewskiego, w tym Podlasia i Grodzieńszczyzny. Przebywał na stażach naukowych (przeważnie miesięcznych) w uczelniach w: Pradze (1986), Berlinie (1988), Moskwie (1987), Petersburgu (1988), Bratysławie (1989), Wilnie, Kaposvár (1990).
Józef Piotr Śliwiński prowadził m.in. wykłady: kursowe – z historii średniowiecznej Polski oraz powszechnej, a także z nauk pomocniczych historii; monograficzne – dzieje powiązań genealogicznych dynastii Piastów; polityki dynastycznej ostatnich Piastów linii kujawskiej (królewskiej) oraz z dziejów pogranicza Korony Polskiej i Wielkiego Księstwa Litewskiego w XIV–XVI w., w tym Grodzieńszczyzny i Podlasia w Wielkim Księstwie Litewskim w XIII–XVI w. Od 1977 do 2013 wypromował 257 magistrów, 28 licencjatów i 5 doktorów (m.in. Annę Pytasz-Kołodziejczyk oraz Marka Radocha).
Członkostwo: zespół ekspertów Uniwersyteckiej Komisji Akredytacyjnej ds. oceny kierunku Historia (2005–2010).

## Publikacje
- Zakon krzyżacki a cystersi z Oliwy i Pelplina, Warszawa 1999.
- Powiązania dynastyczne Kazimierza Wielkiego a sukcesja tronu w Polsce, Olsztyn 2000;
- Puszcze wielkoksiążęce na północnym Podlasiu i zachodniej Grodzieńszczyźnie w XV–XVI w. (redaktor oraz autor 4 rozdziałów), Olsztyn 2007.
- Grodzieńszczyzna i Podlasie w XV–XVI wieku w Wielkim Księstwie Litewskim, Olsztyn 2010.
- Łącznie ok. 130 publikacji, w tym 14 książek.

## Nagrody i odznaczenia
- Zasłużony dla Warmii i Mazur (1979)
- Odznaka „Zasłużony Działacz Kultury” (1984)
- Odznaka „Za zasługi dla WSP w Olsztynie” (1989)
- Złoty Krzyż Zasługi (1993)
- Złoty Medal za Długoletnią Służbę (2011)
- Nagroda Ministra Szkolnictwa Wyższego, indywidualna III stopnia (1983, 1988)
- Nagrody Rektora – 15 (11 WSP, 4 UWM)